# Aquarius (filme)
Aquarius é um filme franco-brasileiro, dos gêneros drama e suspense, escrito e dirigido por Kleber Mendonça Filho. É produzido por Emilie Lesclaux, Saïd Ben Saïd e Michel Merkt, coproduzido por Walter Salles e estrelado por Sônia Braga. Suas filmagens ocorreram no intervalo de sete semanas entre agosto e setembro de 2015, em vários bairros do Recife, bem como na Praia dos Carneiros, a 80 quilômetros da capital pernambucana.
Seu enredo gira em torno de Clara (Braga), uma viúva de 65 anos que é a última moradora do edifício que dá título à obra, na orla da praia de Boa Viagem, no Recife. No decorrer do filme, acompanhamos o dia a dia da protagonista, sua relação com seus amigos e familiares, e a investida de uma construtora que pretende comprar o prédio a todo custo, visando erguer um mais moderno no local. Assim, o longa-metragem aborda temas como especulação imobiliária, passagem do tempo e memórias, e discute ideias pré-concebidas sobre a vida e sexualidade de uma mulher na terceira idade.
Aquarius teve sua primeira exibição mundial em 17 de maio de 2016 na 69° edição do Festival de Cannes, no qual concorreu à Palma de Ouro. Estreou nos cinemas brasileiros em 1.º de setembro do mesmo ano, e possui distribuição confirmada para mais de sessenta países. Foi muito bem recebido pelos críticos, que elogiaram sua direção, roteiro e a atuação de todo o elenco — particularmente a de Braga, considerada por alguns como uma das melhores de sua carreira. O filme também teve amplo debate na mídia brasileira devido a um protesto feito por sua equipe no tapete vermelho de Cannes, no qual questionava-se o processo de impeachment da então presidente Dilma Rousseff.
A produção foi indicada a diversos prêmios internacionais, entre eles Independent Spirit Awards, César e Prêmio Platino. Além disso, foi incluída nas listas de melhores filmes do ano de diversas publicações estrangeiras como Sight & Sound, Cahiers du Cinéma e The New York Times; conquistando, inclusive, o 1.º lugar no ranking feito pelos alunos da mais prestigiada universidade de cinema do Reino Unido, a National Film and Television School. Também foi um sucesso de público, atingindo meio milhão de espectadores entre Brasil e França.

## Sinopse
Aquarius é dividido em três capítulos: "O cabelo de Clara", "O amor de Clara" e "O câncer de Clara". O enredo começa em 1980, no aniversário de tia Lúcia (Thaia Perez), com a protagonista Clara (Bárbara Colen) casada e mãe de 3 filhos. Ela ainda é jovem, e se recupera de um câncer. Em seguida, a trama salta para 2016, e vemos que Clara (Sônia Braga), agora viúva, vive no edifício Aquarius há mais de 30 anos, criou seus filhos ali e guarda grandes lembranças do local. Ela é a última moradora do Aquarius, que é situado em área valorizada do Recife; todos os demais apartamentos foram comprados pela Construtora Bonfim, que pretende demolir o prédio e erguer ali um maior e mais moderno.
Contudo, a personagem não vê motivos para se mudar, e então passa a sofrer variadas formas de assédio e a receber ofertas que não lhe interessam, principalmente de Diego (Humberto Carrão), o responsável pelo projeto do novo edifício. Para além deste conflito, vemos o dia a dia  da protagonista, em seus momentos mais íntimos e triviais. Ela parece flertar com o salva-vidas Roberval (Irandhir Santos), tem uma dinâmica difícil com a filha Ana Paula (Maeve Jinkings), que quer que ela venda o apartamento, e é particularmente próxima de seu sobrinho Tomás (Pedro Queiroz), a quem aconselha a escutar Maria Bethânia e mostrar as músicas desta para a garota com que ele está se relacionando.
Ao final do filme, Clara descobre que a Construtora Bonfim colocou diversas toras de madeira com colônias de cupins nos demais apartamentos vazios, de forma a comprometer a estrutura do prédio. Com a ajuda de amigos jornalistas, ela obtém informações antigas e comprometedoras da Construtora, e então confronta os executivos da empresa. O final termina em aberto.

## Elenco
- Sônia Braga como Clara Amorim de Melo[22][23]
- Humberto Carrão como Diego Bonfim[22]
- Fernando Teixeira como Geraldo Bonfim[22]
- Maeve Jinkings como Ana Paula Amorim de Melo[22]
- Irandhir Santos como Roberval[22]
- Carla Ribas como Drª. Cleide Vieira[22]
- Zoraide Coleto como Ladjane[22]
- Pedro Queiroz como Tomás Melo[22]
- Buda Lira como Antônio Amorim de Melo[22]
- Paula de Renor como Fátima Melo[22]
- Germano Melo como Martin Amorim de Melo[22]
- Daniel Porpino como Rodrigo Amorim de Melo[22]
- Clarissa Pinheiro como Ana Paula, a jornalista[22][24]
- Julia Bernat como Júlia[22]
- Allan Souza Lima como Paulo[22]

Participações especiais
- Bárbara Colen como Clara Amorim de Melo (em 1980)[22]
- Thaia Perez como Tia Lúcia Bragança (em 1980)[22]
- Joana Gatis como Tia Lúcia Bragança (em 1940)[22]
- Tavinho Texeira como Augusto Bragança (em 1940)[22]
- Lula Terra como Ronaldo[22]
- Rubens Santos como Rivanildo[22]
- Valdeci Junior como Josimar[22]
- Andrea Rosa como Juvenita[22]
- Arly Arnaud como Letícia[22]
- Leo Wainer como Alexandre[22]
- Bruno Goya como Daniel[22]

## Produção

### Orçamento
Aquarius foi produzido por Emilie Lesclaux, através da CinemaScópio Produções, com coprodução de Saïd Ben Saïd, através da produtora francesa SBS Productions, e das brasileiras Videofilmes e Globo Filmes. O longa obteve parte de seu financiado através da Lei do Audiovisual, que determina que a iniciativa privada possa patrocinar projetos e depois descontar parte do valor em seu imposto de renda. O filme foi autorizado a captar 2,9 milhões de reais pela Lei, e destes conseguiu levantar cerca de 1,95 milhões de reais. Somando-se patrocínio do Banco Nacional de Desenvolvimento Econômico e Social (BNDES) e da Fundação do Patrimônio Histórico e Artístico de Pernambuco (Fundarpe), o orçamento total da obra foi de 3,4 milhões de reais.

### Filmagens e locações
As filmagens aconteceram ao longo de sete semanas entre 4 de agosto e 23 de setembro de 2015, em vários bairros da cidade do Recife, entre eles Boa Viagem, Santo Antônio, Casa Forte, Campo Grande, Pina, Setúbal, Brasília Teimosa e na Praia dos Carneiros, a 80 quilômetros do Recife. Cenas foram gravadas no Restaurante Leite, no Clube das Pás, na Livraria da Praça de Casa Forte, no Cemitério de Santo Amaro e no Edifício Oceania, que serviu como locação principal para as filmagens.
O filme foi inspirado no Edifício Caiçara, erguido na década de 1930 e parcialmente demolido em 2013. Os planos iniciais eram que ele fosse gravado no próprio Caiçara, contudo, a demolição deste acabou impossibilitando a equipe de realizar as filmagens na locação. Com isso, as cenas tiveram que ser rodadas no Edifício Oceania, um prédio vizinho e com características bem parecidas com as do Caiçara. Antes de encontrar o Oceania, a produção buscou locações também em João Pessoa e Maceió. O ritmo de trabalho foi intenso, com a equipe chegando a fazer doze horas de filmagens por dia, seis dias por semana.
Trata-se do primeiro trabalho de Sônia Braga no cinema brasileiro em quinze anos. Mendonça Filho convenceu a atriz a fazer três semanas de ensaio antes das filmagens — método que ela, antes de conhecer o diretor, detestava. Braga está em praticamente todas as cenas do filme, exceto no prólogo, e sentiu que o roteiro transmite muito dos seus próprios pensamentos sobre a sociedade brasileira. Além disso, ela vê muito de si mesma em Clara. De acordo com Mendonça Filho, Clara não foi escrita pensando na atriz, mas o perfil de ambas se revelou muito próximo; várias outras atrizes foram cotadas para protagonizar o filme, e houve, inclusive, a ideia de descobrir uma desconhecida para o papel. Foi o diretor de elenco, Marcelo Caetano, quem lembrou de Sônia Braga; ele descobriu que ela participava de filmagens no estado americano do Texas, e então lhe enviou o roteiro.
Mendonça Filho vê Clara como uma projeção de sua própria mãe. Ele define a personagem como uma "heroína clássica" do cinema, comparando-a com o perfil de mulheres resistentes interpretadas pela atriz Anna Magnani nos anos 1960. Nesse sentido, o diretor vê Aquarius como "um filme clássico de herói" e usou como referências as produções italianas dos anos 1950 e 1960, nos quais há "mulheres fortes, com grande presença cinematográfica e uma série de desafios e obstáculos para enfrentar". Ele, de início, tinha em mente outro final para o filme, com um close em um suporte de papel higiênico cujo rolo está quase no fim, quando então a câmera abre e percebe-se que o suporte está sobre uma montanha de entulho e restos de construção. Ele abandonou a ideia por considerá-la “um fim muito literário”, que funcionaria muito bem em um livro, mas não em um longa-metragem, e achou o final escolhido mais satisfatório.

## Trilha sonora
As músicas utilizadas em Aquarius servem como uma espécie de "ponte" para aquilo que era tocado principalmente nos anos 1970 – fase em que Clara trabalhou como crítica musical e que a personagem define como sua década preferida. Ainda que a trilha sonora não tenha sido lançada para compra em formato físico ou mesmo digital, a distribuidora Vitrine Filmes produziu cerca de 100 fitas cassetes com as canções do longa-metragem e as enviou para um público selecionado. As fitas vieram acompanhadas de uma carta escrita numa máquina de escrever, assinada pela personagem Clara. Também foi disponibilizada uma lista no serviço de streaming Spotify com todas as faixas utilizadas no filme; são elas:
| Trilha sonora  |                                                |                                    |         |  |
| N.º            | Título                                         | Intérprete(s)                      | Duração |  |
| 1.             | "Another One Bites The Dust - Remastered 2011" | Queen                              | 3:34    |  |
| 2.             | "Hoje"                                         | Taiguara                           | 3:05    |  |
| 3.             | "O Quintal do Vizinho"                         | Roberto Carlos                     | 3:04    |  |
| 4.             | "Sentimental Demais"                           | Altemar Dutra                      | 2:32    |  |
| 5.             | "Recife Minha Cidade"                          | Reginaldo Rossi                    | 4:57    |  |
| 6.             | "Dois Navegantes"                              | Ave Sangria                        | 4:16    |  |
| 7.             | "Toda Menina Baiana"                           | Gilberto Gil                       | 3:45    |  |
| 8.             | "Pai e Mãe"                                    | Gilberto Gil                       | 3:52    |  |
| 9.             | "Canções de Cordialidade III - Feliz Natal"    | Heitor Villa Lobos, Sonia Rubinsky | 0:30    |  |
| 10.            | "Fat Bottomed Girls - Remastered 2011"         | Queen                              | 3:22    |  |
| 11.            | "Sufoco"                                       | Alcione                            | 3:59    |  |
| 12.            | "Nervos de Aço - Remaster 2012"                | Paulinho da Viola                  | 2:30    |  |
| Duração total: | Duração total:                                 | Duração total:                     | 39:00   |  |

## Lançamento

### Exibição e bilheteria
O longa-metragem teve sua primeira exibição mundial em 17 de maio, na sala Bazin, dentro do Festival de Cannes. Sua primeira sessão no Brasil ocorreu em 20 de agosto, no Cinema São Luiz, em Pernambuco, para um público de 500 pessoas. Seis dias depois, foi apresentado na 44.ª edição do Festival de Gramado, fora da competição oficial.
Aquarius teve sua estreia em circuito comercial nos cinemas brasileiros em 1.º de setembro do mesmo ano. Disponível em mais de oitenta salas durante seu primeiro fim de semana em exibição, teve público estimado em 54 mil pessoas e arrecadação de 880 150 reais — tornando-se a melhor estreia da semana, com média de 600 pessoas por sala. Além disso, tratava-se até então da segunda melhor semana de lançamento de um longa-metragem nacional em 2016, superada apenas pela de Os Dez Mandamentos, que vendera três milhões de ingressos quando entrou em cartaz. Ao término de sua primeira semana completa em exibição, o filme contabilizou cem mil espectadores, expandiu seu circuito para 110 salas e aumentou o número de cidades em que se encontrava disponível de 20 para 33.
O filme foi o oitavo mais visto no país em sua segunda semana em cartaz; além disso, em seus primeiros onze dias em exibição teve público total estimado em 150 mil pessoas. Em sua terceira semana, caiu para a nona posição, com público de 250 mil espectadores e arrecadação na marca 3,4 milhões de reais, fazendo dele a maior bilheteria da história do cinema pernambucano. Estima-se que o filme tenha sido visto por 357 mil pessoas e arrecadado cerca de 4,1 milhões de reais em bilheteria no Brasil. Além disso, pouco após sua exibição em Cannes, Aquarius teve seus direitos de exibição on demand comprados pela Netflix, que o lançará na América Latina (exceto Brasil), Ásia (exceto China), América do Norte, Austrália, Nova Zelândia, e Grã-Bretanha, cerca de três meses após seu lançamento nos cinemas de cada território. O longa-metragem tem distribuição confirmada para mais de sessenta países, e participou de diversos festivais de cinema internacionais ao longo de todo o segundo semestre de 2016.
Na França, o lançamento ocorreu em 28 de setembro, com 91 cópias. O cinema parisiense Etoile Saint Germain des Prés exibiu Aquarius no formato Eclair Color, sendo a primeira vez que um filme é exibido nesse formato naquele país. A obra levou mais de 40 mil pessoas aos cinemas franceses em seu primeiro fim de semana, tornando-se a terceira melhor média de público por sala. Ao término de sua exibição, Aquarius foi assistido por 171 mil pessoas e arrecadou mais de 2 milhões de reais na França. Assim, somados apenas os públicos de Brasil e França, estima-se que ele tenha atingido meio milhão de espectadores. A obra foi exibida entre os dias 9 e 11 de outubro no Festival de Cinema de Nova Iorque — após catorze anos sem um representante brasileiro na competição — e entrou em cartaz nos Estados Unidos no dia 14 do mesmo mês, distribuída pela Vitagraph Films.
Aquarius estreou na Itália no dia 15 de dezembro de 2016, distribuído pela Teodora Film. Foi exibido nos cinemas locais com treze cópias e arrecadou 44 mil euros em seu primeiro fim de semana, o que lhe rendeu a terceira melhor média por sala (€3 387), superado apenas por Rogue One: A Star Wars Story e Miss Peregrine. O filme foi lançado na Argentina em 5 de janeiro de 2017, com dezesseis cópias, e em seu primeiro fim de semana atraiu 9.448 espectadores às salas de cinema, ocupando a 10.ª posição entre os filmes mais vistos daquela semana. Em menos de um mês, Aquarius levou cerca de 30 mil espectadores aos cinemas do país; a última vez que um longa-metragem estrangeiro latino-americano havia obtido tal êxito fora em 2015, com a produção colombiana El abrazo de la serpiente.
Somadas as arrecadações nos Estados Unidos, Reino Unido, Nova Zelândia, Austrália, Itália, Espanha e Portugal, chega-se a 544 mil dólares (1,7 milhões de reais).

### Home videoe Televisão
Aquarius foi lançado em DVD e Blu-ray no Brasil no fim de novembro de 2016. Ele teve seus direitos de exibição adquiridos no país pela rede de canais por assinatura Telecine e estreou através do Telecine Premium no dia 16 de janeiro de 2017, às 22h. Em abril, Aquarius chegou à programação do Canal Brasil. O filme foi exibido pela primeira vez na televisão aberta brasileira na madrugada de 9 pra 10 de março de 2018 na Rede Globo dentro da sessão de filmes Super Cine.

## Análise e temas
Aquarius é profundamente crítico a um status quo pernambucano, nordestino e brasileiro. Ângela Prysthon, da revista Continente, observa que "ainda que apareçam a 'cor local', o sotaque, a crônica urbana recifense", o filme de Mendonça Filho é uma "tentativa de ruptura com certo padrão de caracterização regional que tenderia ao folclórico e ao caricatural". O próprio diretor diz que a obra é "sobre memória e sobre história, que não são muito valorizadas na nossa cultura". Ele quis fazer um filme "sobre arquivos pessoais", das relações de cada um com seu presente, passado e futuro. A ideia para o roteiro surgiu numa fase em que ele recebia muitas ligações de empresas oferecendo-lhe serviços, no que ele viu como "o mercado querendo entrar na sua vida".
Clara é apresentada como uma personagem feminina forte e independente; Mendonça Filho sempre teve em mente que a obra seria protagonizada por uma mulher, pois segundo ele há aspectos sociopolíticos presentes no filme que não teriam o mesmo peso se o personagem central fosse um homem. Eliana Robert Moares, escrevendo para a Folha de S.Paulo, observa que o início do filme nos anos 1980, que mostra Lúcia, tia de Clara, como uma mulher de sexualidade libertária, indica uma "passagem de cetro" da geração mais velha para a mais nova, revelando "uma interessante linhagem de mulheres combativas que, oriundas da classe média, começa a ganhar visibilidade no Brasil dos anos de chumbo". Pedro Alexandre Sanches, escrevendo para a revista CartaCapital, aponta que aos poucos Clara percebe que "o mundo de alta prevalência masculina que a cerca passa a demonstrar de modo crescentemente violento (embora quase nunca explícito) que o projeto de continuidade da vida como ela era não tem futuro".

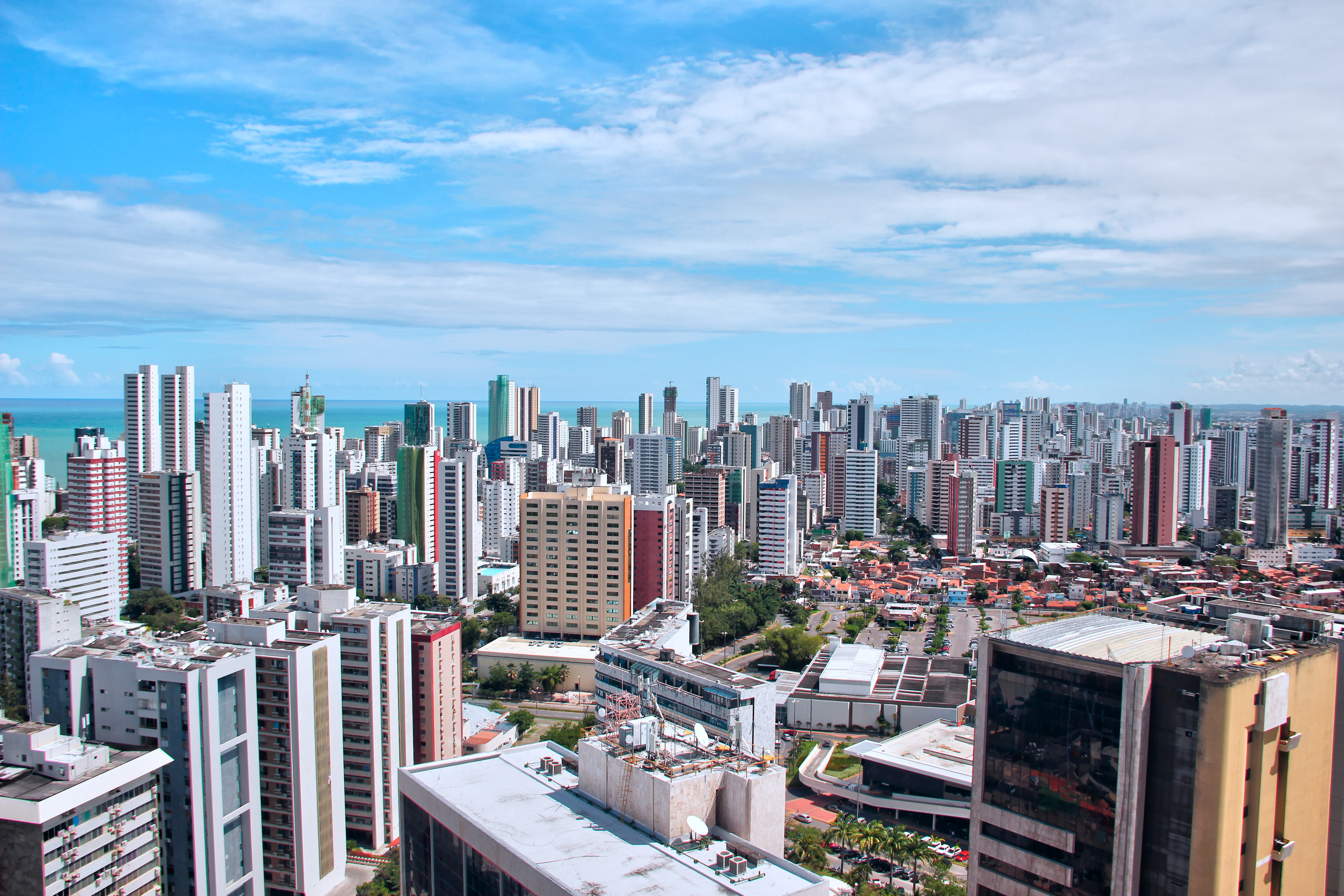
Boa Viagem, bairro em que a personagem Clara vive, foi um dos principais afetados pelo movimento de especulação imobiliária no Recife.

Aquarius constrói certos simbolismos ao longo de sua narrativa; o crítico Pablo Villaça observa que os cabelos da protagonista aparecem curtos no início da trama devido à quimioterapia, para depois serem apresentados longos e muitas vezes soltos, "tornando-se uma representação da extensão de sua jornada ao se livrar da doença". A situação da personagem, tendo de resistir ao assédio e à opressão de uma construtora, também foi apontada por críticos como um paralelo à situação da então presidenta Dilma Rousseff no momento em que seu processo de impeachment foi instaurado, ainda que o roteiro do filme tenha sido escrito dois anos antes do ocorrido e que a situação política do país então fosse diferente.
Um dos temas centrais de Aquarius é a resistência, mostrado no embate entre Clara e a fictícia Construtora Bonfim. Através dele, Mendonça Filho aborda a questão da realidade urbana do Recife, na qual cada vez surgem mais bairros verticalizados atendendo famílias de renda elevada, em detrimento de um modelo anterior de uma ou duas casas, ou mesmo de edifícios de poucos andares. O bairro em que Clara vive, Boa Viagem, foi um dos principais afetados por esse movimento de especulação. A pretensão das imobiliárias e a falta de leis que regulem a atividade gerou o caso notório da construção de duas "torres gêmeas" no cais de Santa Rita, em área protegida pelo patrimônio histórico, referenciado com claro tom negativo em Aquarius numa tomada aérea da cidade, na qual as torres foram sumariamente "apagadas".
A ligação de Clara e Ladjane, sua empregada, aborda de forma sutil as relações sociais entre patrões e empregados; ainda que ambas vivam geograficamente próximas (a primeira na orla da praia de Boa Viagem e a segunda no bairro de Brasília Teimosa), socialmente há muita diferença entre elas. O filme mostra que mesmo que o afeto de ambas não acrescente nada ao avanço da luta de classes no país, ele tem peso importante na vida das implicadas nessa situação. Nesse sentido, Sanches ressalta que a protagonista, tratada com franca simpatia na história, é antes de tudo uma personagem burguesa de classe média alta "egoísta", capaz de viver "num edifício condenado e até a operar uma chantagenzinha aqui e outra ali".

## Recepção

### Opinião da crítica
A edição de janeiro de 2016 da revista francesa Cahiers du Cinéma apresentava Aquarius como um dos dez lançamentos internacionais mais aguardados do ano. Ele foi ovacionado após sua exibição no Festival de Cannes e, para Isabelle Regnier, do jornal  francês Le Monde, foi o filme mais bonito do evento. As primeiras críticas vindas de Cannes foram igualmente positivas.

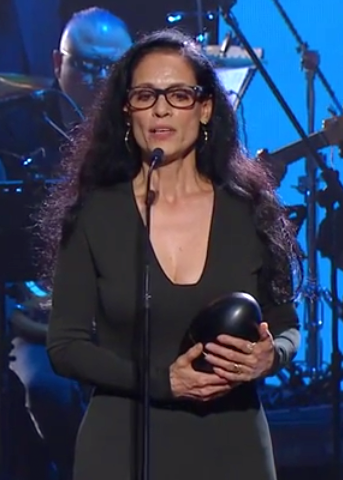
Sônia Braga foi amplamente elogiada por sua performance no filme. Acima, atriz recebe o Prêmio Fênix por sua atuação em Aquarius.

Com base em 24 resenhas da imprensa brasileira, o website AdoroCinema lhe atribui uma nota média 4,5/5. Francisco Russo, do próprio AdoroCinema, deu ao filme a classificação máxima de 5 estrelas () e disse: "Aquarius é um belíssimo estudo sobre o Brasil atual e suas idiossincrasias, apontadas com olhar clínico e sem lantejoulas pelo diretor, muitas vezes de forma bastante política". Pablo Villaça, escrevendo para o portal Cinema em Cena, classifica Aquarius como um filme "sobre afeto", destacando que ele é “enriquecido por compreender e buscar a humanidade não só da protagonista, mas até de quase figurantes”. Nesse sentido, ele elogiou o trabalho de todo o elenco, que considerou “homogêneo em qualidade”, também dando à obra 5 estrelas ().
Luiz Zanin Oricchio, escrevendo para o jornal Estadão, afirma: “Aquarius é agradabilíssimo de se ver. Imprime na tela um ritmo musical, caloroso, forte em muitos momentos, divertido em outros. Conta com elenco excepcional, no qual desponta uma Sônia Braga em estado de graça”. Sobre Braga, ele completa: “[este é o trabalho] mais complexo de sua carreira cinematográfica”. Pedro Butcher, do jornal Folha de S.Paulo deu a classificação máxima de 3 estrelas () ao filme e comparou o trabalho de direção de Mendonça Filho com o longa-metragem anterior deste, e sobre isso afirmou: “com o mesmo senso de enquadramento raro, um uso de som e da música de tirar o fôlego e um ritmo que desafia a maré dominante dos tempos acelerados, Aquarius é antes de tudo um estudo de personagem”.
Agregadores de revisão estrangeiros confirmam uma recepção semelhante fora do Brasil. O site Rotten Tomatoes aponta que 97% dos críticos deram ao longa-metragem uma avaliação positiva, tendo por base 63 resenhas, com pontuação média de 8.2/10. O consenso crítico diz: "Guiado por uma poderosa performance de Sônia Braga, Aquarius utiliza o conflito entre uma proprietária e uma companhia para conduzir um olhar perspicaz sobre a relação entre espaço e identidade." Metacritic, que calcula uma média aritmética ponderada entre as críticas, dá ao filme uma nota 87/100 com base em 21 resenhas — indicando "aclamação universal". Desta forma, Aquarius foi ranqueado entre as 20 produções mais bem avaliadas do site em 2016, independente da nacionalidade. Por fim, no IMDB a obra recebeu uma nota 7,8/10 por parte do público.
Peter Bradshaw, do jornal britânico The Guardian, deu 4 de 5 estrelas () ao filme e disse: "É um rico e detalhado estudo de personagem, envolvendo o espectador na vida e mente de sua imperiosa protagonista, Clara, interpretada com domínio por Sônia Braga". Ele criticou apenas o final: "Aquarius não termina da maneira esperada, e talvez não termine definitivamente. Ele provavelmente é falho na medida em que depende de um deus ex machina para se resolver, algo que aparece como que milagrosamente no roteiro. No entanto, este é um retrato densamente observado e soberbamente bem escrito de uma mulher de mais idade". Jay Weissberg, da revista norte-americana Variety, definiu Aquarius como um filme "mais sutil, mas não menos maduro" do que o primeiro trabalho de Mendonça Filho, e completou: "[...] é um estudo de personagem, bem como uma meditação perspicaz sobre a transitoriedade desnecessária do lugar e de como o espaço físico elide com a nossa identidade". Robbie Collin, do jornal britânico The Daily Telegraph deu 5 estrelas () ao filme, dizendo que "Aquarius fará você querer se mudar para o Brasil".
Por ocasião do lançamento da obra na Argentina, Diego Batlle, escrevendo para o website Otros Cines deu 4,5 estrelas () ao filme e disse: "A inteligência do roteirista/diretor; e a ductilidade assombrosa de Sônia Braga, vulnerável e arrasadora ao mesmo tempo, fazem deste um dos melhores filmes latino-americanos dos últimos tempos". Na estreia de Aquarius na França, o website AlloCiné coletou diversas críticas feitas pela imprensa local e concluiu que ele era o filme mais bem avaliado daquela semana. Algumas das principais publicações francesas escreveram artigos elogiando a produção, incluindo Le Parisien, Le Figaro, Libération e Le Monde.

### Listas de melhores do ano
Aquarius foi incluído nas listas de melhores filmes de 2016 de diversos críticos brasileiros e estrangeiros. Além disso, a atuação de Sônia Braga foi considerada uma das melhores do ano pelos veículos de mídia norte-americanos Rolling Stone, The Austin Chronicle, The Village Voice, The Hollywood Reporter, Slant Magazine, Salon, e IndieWire, bem como pelas revistas francesas Premiere e Les Inrocks, pelo portal da rede de televisão italiana Sky TG 24 e pelo website brasileiro iG. Por sua vez, Kleber Mendonça Filho foi apontado como um dos dez cineastas mais promissores da atualidade pela revista norte-americana Variety.
- 1.º lugar - National Film and Television School[97] (opinião dos alunos)
- 1.º lugar - Associação Brasileira de Críticos de Cinema[98] (apenas filmes brasileiros)
- 1.º lugar - Premiere[99]
- 1.º lugar - Seattle Weekly[100]
- 1.º lugar - Il était une fois le cinéma[101]
- 1.º lugar - Estadão[102] (apenas filmes brasileiros)
- 1.º lugar - Folha de S.Paulo[103] (apenas filmes brasileiros)
- 1.º lugar - Observatório do Cinema[104]
- 1.º lugar - Associação de Críticos de Cinema do Pará[105]
- 2.º lugar - AdoroCinema[106]
- 2.º lugar - Cine POP[107]
- 3.º lugar - Jason Di Rosso, da ABC Radio Australia[108]
- 3.º lugar - Pablo Villaça, do Cinema em Cena[109]
- 3.º lugar - La Internacional Cinéfila[110]
- 3.º lugar - Jacques Mandelbaum, do Le Monde[111]
- 3.º lugar - Les Fiches du Cinéma[112]
- 3.º lugar - El País[113] (apenas filmes latino-americanos)
- 3.º lugar - Andre Watkins, do Taste of Cinema[114] (apenas filmes estrangeiros)
- 4.º lugar - Cahiers du Cinéma[115]
- 4.º lugar - Andrey Lehnemann, do Diário Catarinense[116]
- 5.º lugar - Lee Marshall, da Screen Daily[117]
- 5.º lugar - Léa Bodin, do AlloCiné[118]
- 6.º lugar - Scott Travis, do Taste of Cinema[119]
- 6.º lugar - Jean-Maxime Renault, do AlloCiné[118]
- 7.º lugar - A. O. Scott, do The New York Times[120]
- 7.º lugar - Le Figaro[121]
- 7.º lugar - G1[122]
- 8.º lugar - Folha Vitória[123]
- 8.º lugar - Film Comment[124]
- 8.º lugar - The Austin Chronicle[125]
- 9.º lugar - Stephen Holden, do The New York Times[120]
- 10.º lugar - Les Inrocks[93] (opinião dos leitores)
- 10.º lugar - John Powers, da Vogue USA[126]
- 10.º lugar - The Hollywood Reporter[127] (apenas filmes estrangeiros)
- 19.º lugar - Sight & Sound[128]
- 21.º lugar - IndieWire[129]
- Sem ordem específica - Época[130]
- Sem ordem específica - Associação de Criticos de Cinema do Rio de Janeiro[131]

### Prêmios e indicações
Em abril de 2016, o delegado geral do Festival de Cannes Thierry Frémaux anunciou que Aquarius estaria entre os 21 filmes daquele ano que concorreriam à Palma de Ouro, premiação máxima da competição francesa. Foi a única produção latino-americana selecionada, bem como a primeira produção brasileira a figurar na mostra competitiva desde Linha de Passe, oito anos antes. Aquarius participou de diversos outros festivais de cinema ao redor de mundo, tornando-se destinatário de vários prêmios; além do filme em si, a atuação de Braga foi particularmente reconhecida, rendendo-lhe indicações a Melhor Atriz em vários deles.
| Ano  | Prêmio/Festival                            | Categoria                                                   | Resultado |
| ---- | ------------------------------------------ | ----------------------------------------------------------- | --------- |
| 2016 | Festival de Cannes                         | Palma de Ouro                                               | Indicado  |
| 2016 | Festival de Cannes                         | Queer Palm                                                  | Indicado  |
| 2016 | ICS Cannes Awards 2016                     | Melhor Atriz (Sônia Braga)                                  | Venceu    |
| 2016 | Jameson CineFest                           | International Ecumenical Award                              | Indicado  |
| 2016 | Festival de Sydney                         | Melhor Filme                                                | Venceu    |
| 2016 | Festival de Transatlantyk                  | Melhor Filme                                                | Venceu    |
| 2016 | Festival de Jerusalém                      | Melhor Filme                                                | Indicado  |
| 2016 | Festival de Lima                           | Prêmio do Juri                                              | Venceu    |
| 2016 | Festival de Lima                           | Melhor Atriz (Sônia Braga)                                  | Venceu    |
| 2016 | Festival World Cinema Amsterdam            | Melhor Filme                                                | Venceu    |
| 2016 | Festival de Munique                        | Melhor Filme                                                | Indicado  |
| 2016 | Festival de Zurique                        | Melhor Filme Internacional                                  | Indicado  |
| 2016 | Festival Biarritz Amérique Latine          | Prêmio do Júri                                              | Venceu    |
| 2016 | Festival Biarritz Amérique Latine          | Melhor Atriz (Sônia Braga)                                  | Venceu    |
| 2016 | Festival de Mar del Plata                  | Astor de Ouro de Melhor Filme                               | Indicado  |
| 2016 | Festival de Mar del Plata                  | Prêmio ACCA - Melhor filme da Competição Internacional      | Venceu    |
| 2016 | Festival de Mar del Plata                  | Prêmio do Público                                           | Venceu    |
| 2016 | Festival de Mar del Plata                  | Astor de Prata de Melhor Atriz (Sônia Braga)                | Venceu    |
| 2016 | Festival de Havana                         | Prêmio FRIPESCI                                             | Venceu    |
| 2016 | Festival de Havana                         | Prêmio Signis                                               | Venceu    |
| 2016 | Festival de Havana                         | Prêmio Roque Dalton                                         | Venceu    |
| 2016 | Festival de Havana                         | Prêmio Don Quixote                                          | Venceu    |
| 2016 | Festival de Havana                         | Melhor Atriz (Sônia Braga)                                  | Venceu    |
| 2016 | Troféu APCA                                | Melhor Filme                                                | Venceu    |
| 2016 | Troféu APCA                                | Melhor Roteiro                                              | Venceu    |
| 2016 | Prêmio Fênix                               | Melhor Filme                                                | Indicado  |
| 2016 | Prêmio Fênix                               | Melhor Direção (Kleber Mendonça Filho)                      | Venceu    |
| 2016 | Prêmio Fênix                               | Melhor Atriz (Sônia Braga)                                  | Venceu    |
| 2016 | Prêmio Fênix                               | Melhor Som                                                  | Indicado  |
| 2016 | San Diego Film Critics Society Awards      | Melhor Atriz (Sônia Braga)                                  | Venceu    |
| 2016 | San Diego Film Critics Society Awards      | Melhor Filme Estrangeiro                                    | Indicado  |
| 2017 | Movies for Grownups Awards                 | Melhor Filme Estrangeiro                                    | Indicado  |
| 2017 | Syndicat français de la critique de cinéma | Melhor Filme Estrangeiro                                    | Venceu    |
| 2017 | Prêmio AQCC                                | Melhor Longa-Metragem Internacional                         | Indicado  |
| 2017 | International Cinephile Society Awards     | Melhor Atriz (Sônia Braga)                                  | Indicado  |
| 2017 | International Cinephile Society Awards     | Melhor Filme em Língua Não-Inglesa                          | 8.º lugar |
| 2017 | Prêmio César                               | Melhor Filme Estrangeiro                                    | Indicado  |
| 2017 | Independent Spirit Awards                  | Melhor Filme Estrangeiro                                    | Indicado  |
| 2017 | Chlotrudis Awards                          | Melhor Atriz (Sônia Braga)                                  | Indicado  |
| 2017 | Chlotrudis Awards                          | Melhor Roteiro Original                                     | Indicado  |
| 2017 | Prêmio Bravo!                              | Melhor Filme de Longa-Metragem                              | Venceu    |
| 2017 | Festival de Cartagena das Índias           | Melhor Filme                                                | Venceu    |
| 2017 | Dublin Film Critics Circle Awards          | Melhor Filme                                                | Venceu    |
| 2017 | CINE SESC Melhores do Ano                  | Prêmio da Crítica de Melhor Filme                           | Venceu    |
| 2017 | CINE SESC Melhores do Ano                  | Prêmio da Crítica de Melhor Direção (Kleber Mendonça Filho) | Venceu    |
| 2017 | CINE SESC Melhores do Ano                  | Prêmio da Crítica de Melhor Atriz (Sônia Braga)             | Venceu    |
| 2017 | CINE SESC Melhores do Ano                  | Prêmio da Crítica de Melhor Roteiro                         | Venceu    |
| 2017 | CINE SESC Melhores do Ano                  | Prêmio do Público de Melhor Filme                           | Venceu    |
| 2017 | CINE SESC Melhores do Ano                  | Prêmio do Público de Melhor Direção (Kleber Mendonça Filho) | Venceu    |
| 2017 | CINE SESC Melhores do Ano                  | Prêmio do Público de Melhor Atriz (Sônia Braga)             | Venceu    |
| 2017 | CINE SESC Melhores do Ano                  | Prêmio do Público de Melhor Roteiro                         | Venceu    |
| 2017 | Festival de Cinema do Panamá               | Melhor Filme Ibero-Americano                                | Venceu    |
| 2017 | Prêmio ABC de Cinematografia               | Melhor Som                                                  | Indicado  |
| 2017 | Prêmio ABC de Cinematografia               | Melhor Montagem                                             | Venceu    |
| 2017 | Prêmio ABC de Cinematografia               | Melhor Direção de Arte                                      | Indicado  |
| 2017 | Prêmio ABC de Cinematografia               | Melhor Direção de Fotografia                                | Indicado  |
| 2017 | Prêmio ABRA de Roteiro                     | Melhor Roteiro de Longa-Metragem de Ficção                  | Venceu    |
| 2017 | Prêmio Platino                             | Melhor Filme                                                | Indicado  |
| 2017 | Prêmio Platino                             | Melhor Diretor (Kleber Mendonça Filho)                      | Indicado  |
| 2017 | Prêmio Platino                             | Melhor Atriz (Sônia Braga)                                  | Venceu    |
| 2017 | Grande Prêmio do Cinema Brasileiro         | Melhor Longa-Metragem de Ficção                             | Venceu    |
| 2017 | Grande Prêmio do Cinema Brasileiro         | Melhor Diretor (Kleber Mendonça Filho)                      | Venceu    |
| 2017 | Grande Prêmio do Cinema Brasileiro         | Melhor Atriz (Sônia Braga)                                  | Indicado  |
| 2017 | Grande Prêmio do Cinema Brasileiro         | Melhor Atriz Coadjuvante (Maeve Jinkings)                   | Indicado  |
| 2017 | Grande Prêmio do Cinema Brasileiro         | Melhor Ator Coadjuvante (Irandhir Santos)                   | Indicado  |
| 2017 | Grande Prêmio do Cinema Brasileiro         | Melhor Roteiro Original                                     | Indicado  |
| 2017 | Grande Prêmio do Cinema Brasileiro         | Melhor Direção de Arte                                      | Indicado  |
| 2017 | Grande Prêmio do Cinema Brasileiro         | Melhor Efeito Visual                                        | Indicado  |
| 2017 | Grande Prêmio do Cinema Brasileiro         | Melhor Montagem Ficção                                      | Indicado  |
| 2017 | Grande Prêmio do Cinema Brasileiro         | Melhor Som                                                  | Indicado  |
| 2017 | Grande Prêmio do Cinema Brasileiro         | Melhor Trilha Sonora                                        | Venceu    |
| 2018 | London Film Critics' Circle                | Melhor Filme Estrangeiro                                    | Indicado  |
| 2018 | Premios Cóndor de Plata                    | Melhor Filme Ibero-Americano                                | Venceu    |

## Controvérsias

### Protestos em Cannes
Durante o tapete vermelho de sua primeira exibição, no Festival de Cannes, a equipe de Aquarius — entre eles o diretor Kleber Mendonça Filho e a protagonista Sônia Braga — mostrou cartazes em inglês e francês com os dizeres "Um golpe está acontecendo no Brasil", "54 milhões de votos foram queimados" e "Dilma, vamos resistir com você" em protesto contra o processo de impeachment de Dilma Rousseff. Em sua conta oficial no Twitter, Rousseff agradeceu o apoio de todos. O protesto causou polêmica imediata nas redes sociais e alguns internautas a favor do impeachment chegaram a organizar um boicote ao filme; o jornalista Reinaldo Azevedo, escrevendo para uma coluna on-line da revista Veja, afirmou que "assim que Aquarius estrear no Brasil, o dever das pessoas de bem é boicotá-lo". A frase foi incorporada pela distribuidora Vitrine Filmes a um dos pôsteres do longa-metragem, ao lado de avaliações positivas de grandes veículos de mídia, no que foi entendido por internautas como uma declaração silenciosa de que receber uma crítica negativa de Azevedo fosse algo bom.

### Manifestações nas salas de cinema

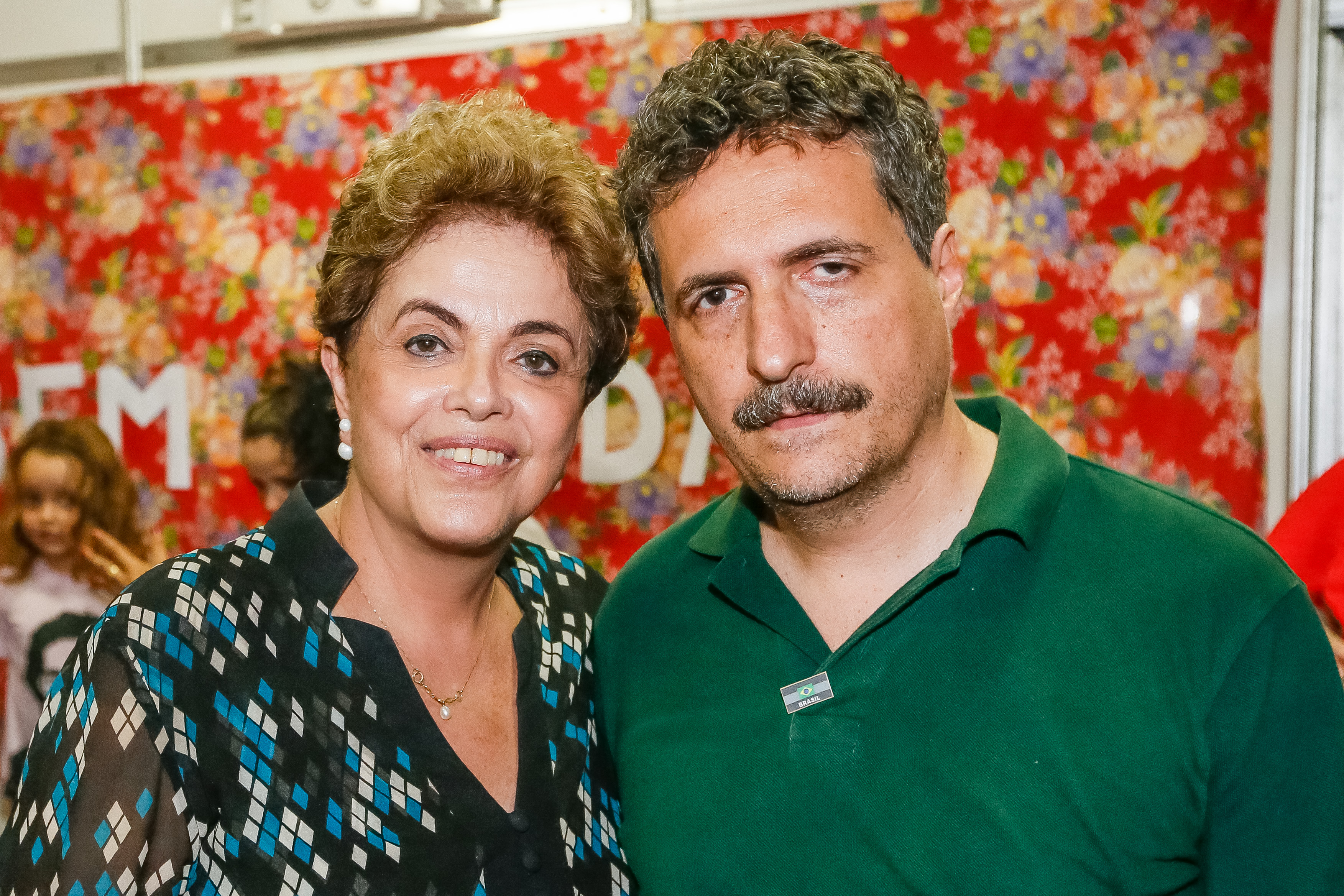
A equipe de Aquarius se manifestou a favor de Dilma Rousseff. Na imagem, a ex-presidente posa ao lado do diretor Kleber Mendonça Filho.

Ao término da primeira exibição de Aquarius para um grande público, no Festival de Gramado, ouviram-se diversas vaias de "Fora Temer" por parte dos espectadores. A atitude foi replicada por pessoas em diversas salas de cinema do país ao longo da primeira semana de exibição do filme. Jornalistas observaram que as controvérsias que precederam o lançamento do longa-metragem no país deram-lhe uma aura de "desobediência civil" ou ainda de "símbolo de resistência" para grupos contrários ao governo Temer, mesmo que ele seja primariamente uma expressão artística, e não uma obra política.

### Classificação indicativa
Em agosto de 2016, Aquarius recebeu do Ministério da Justiça brasileiro uma classificação indicativa de 18 anos, sob alegação de que o material contém "situação sexual complexa". A distribuidora Vitrine Filmes tentou reverter a decisão por meio de recurso, salientando que nos mais de sessenta países nos quais o longa-metragem será distribuído, apenas no Brasil ele recebeu a classificação máxima. O recurso foi negado; segundo a decisão oficial, o pedido de "reconsideração" da classificação do filme para "não recomendado para menores de 16 anos" foi indeferido pois este apresenta "sexo explícito e drogas", não cumprindo os critérios da faixa etária sugerida pela Vitrine Filmes.
A classificação 18 anos poderia restringir o público do filme, tendo em vista que número expressivo dos pagantes nos cinemas brasileiros possuem idade entre 15 e 19 anos, por exemplo. Nos dias seguintes à divulgação da notícia, surgiram diversos protestos em redes sociais e comentários nos veículos de mídia nacional e internacional, com alguns questionando a decisão e vendo-a como represália por parte do então governo interino aos artistas que protestaram, em Cannes, contra o processo de impeachment de Dilma Rousseff. A elevada classificação foi questionada pelo diretor Mendonça Filho, que argumentou que outras produções recentes com teor sexual muito maior ou com fortes cenas de violência receberam uma indicação mais branda. Por fim, no dia da estreia de Aquarius, o Ministério da Justiça voltou atrás e optou por uma classificação 16 anos. Em contraste, o filme foi classificado como livre para todas as idades na França.

### Comissão da Secretaria do Audiovisual
Anualmente, o Ministério da Cultura, através da Secretaria do Audiovisual, define um júri de profissionais ligados ao cinema que se encarregará de analisar os longas-metragens nacionais lançados no período e definir um que representará o país no crivo da Academia de Artes e Ciências Cinematográficas de Hollywood, buscando uma vaga na categoria de Melhor Filme Estrangeiro de sua premiação. No início de agosto de 2016, o anúncio dos nove jurados que comporiam o grupo deste ano gerou nova polêmica, com críticas em fóruns especializados à escolha do jornalista Marcos Petrucelli para integrar a comissão. Isto se deve ao fato de Petrucelli, meses antes, haver atacado o ato da equipe de Aquarius em Cannes, além de acusá-la de ter usado verbas públicas para a viagem ao festival.
Iniciou-se uma discussão sobre a legitimidade do colegiado, que uma vez somada à controvérsia da classificação indicativa, levou a um debate na mídia sobre uma possível "censura" ao filme por parte do governo interino. Por consequência, em solidariedade a Aquarius, três cineastas anunciaram que retirariam a candidatura de seus respectivos filmes da disputa: Boi Neon, de Gabriel Mascaro; Mãe Só Há Uma, de Anna Muylaert; e Para Minha Amada Morta, de Aly Muritiba. Petrucelli negou partidarismo, afirmando que escolheria o filme "com maior chance de representar o país numa possível disputa ao Oscar". Por sua vez, o Ministério da Cultura afirmou que "a escolha [dos jurados] se deu após ouvidas entidades representativas do setor".
Aquarius esteve entre os dezesseis pré-selecionados pelo Ministério da Cultura para representar o Brasil na disputa, mas por fim Pequeno Segredo foi o longa-metragem escolhido para a função. A cineasta Anna Muylaert que teve o seu longa Que Horas Ela Volta? escolhido como representante brasileiro no Oscar 2016, criticou a escolha deste ano, dizendo que Aquarius foi vítima de um "golpe". Apesar disso, a distribuidora norte-americana Vitagraph Films iniciou em outubro uma campanha independente nos Estados Unidos visando obter uma indicação para Sônia Braga na categoria Melhor Atriz. As publicações The Guardian e Vulture reconheceram a possibilidade de uma indicação para Braga, ainda que dificultada pela grande concorrência da competição no próximo ano, enquanto a revista norte-america Variety observou a dificuldade de atores oriundos de filmes estrangeiros obterem no país uma distribuidora forte o suficiente para sustentar uma campanha capaz de chamar a atenção de votantes da Academia.
Quando foram anunciados os 336 filmes elegíveis ao Oscar 2017, Aquarius não estava incluído na lista. Um dia após o anúncio dos indicados, o jornal Folha de S.Paulo informou que a obra era ilegível ao Oscar, pois os seus produtores norte-americanos não haviam preenchido a ficha de inscrição do prêmio. Em entrevista ao jornal O Globo, o diretor Mendonça Filho classificou como "lamentável" o fato de a Vitagraph Films não ter feito a inscrição.

## Legado para o Edifício Oceania
Em outubro de 2016, o Conselho de Preservação do Patrimônio Cultural de Pernambuco (CPPC-PE) decidiu, por unanimidade, reavaliar um pedido de tombamento do Edifício Oceania, principal locação de Aquarius — o pedido original fora feito em 2003 e negado em 2006. Esta decisão de reabertura atende uma solicitação do arquiteto Milton Botler, que utilizou o longa-metragem como um dos argumentos de reabertura do processo de preservação do prédio. No mesmo mês, em entrevista ao portal UOL, ao comentar o assunto, o diretor Kleber Mendonça Filho afirmou: "Eu lembro de uma coisa no final da première de Aquarius, no [Cinema] São Luiz, no Recife, em 20 de agosto: [o secretário de Cultura de Pernambuco] Marcelino Granja se virou para mim, ainda com os créditos passando, e disse: esse filme acaba de tombar o Oceania". Além disso, por causa da popularidade do filme, o prédio se transformou em um ponto turístico da cidade do Recife, sendo comum pessoas fazerem selfies em frente a ele.